# 3-Chlor-2-hydroxypropyl-N,N,N-trimethylammoniumchlorid
3-Chlor-2-hydroxypropyl-N,N,N-trimethylammoniumchlorid (auch kurz CHPTAC) ist eine chemische Verbindung aus der Gruppe der quaternären Ammoniumsalze und organischen Chlorverbindungen.

## Eigenschaften
3-Chlor-2-hydroxypropyl-N,N,N-trimethylammoniumchlorid ist ein wenig flüchtiger, brennbarer Feststoff. Er ist leicht löslich in Wasser und seine wässrige Lösung reagiert sauer. Das Handelsprodukt ist eine etwa 60%ige wässrige Lösung. Um die Verbindung gegen Hydrolyse zu schützen, muss ein pH-Wert von 3 bis 5 aufrechterhalten werden.

## Verwendung
3-Chlor-2-hydroxypropyl-N,N,N-trimethylammoniumchlorid wird zur Kationisierung (Synthese von kationischen Bipolymeren) von Cellulose, Stärke und ähnlichen Verbindungen verwendet. Es dient weiterhin der Quaternisierung von Verbindungen mit Hydroxy-, Amino- und anderen funktionellen Gruppen.